# Ingvar! – en musikalisk möbelsaga
Ingvar! – en musikalisk möbelsaga (tysk originaltitel: Das Wunder von Schweden, eine musikalische Möbelsaga) är ett sångspelsdrama med musik av Erik Gedeon och text av Klas Abrahamsson.

## Om verket
Ingvar! – en musikalisk möbelsaga är en originell och humoristisk hyllning till "den goda kapitalisten" personifierad av Ikea:s grundare Ingvar Kamprad och hans ambition att "möblera det svenska folkhemmet". Den är skriven i Erik Gedeons säregna form av sångspel med drag av käck svensk folkmusik, där den sjungande ensemblen ackompanjeras av en organist på en gammaldags tramporgel och en fiol och skådespelarna oavbrutet växlar roller, medan de återberättar historien om Ingvar Kamprads liv och Ikea. Berättelsen börjar vid ännu en katastrofal eftermiddag på aktiebörsen, där börsmäklarna förtvivlar över sina många förluster och över hela det kapitalistiska systemets oklara framtid. I det desperata sökandet efter ett framtidshopp för världen och systemet, en ljusning i mörkret, kommer de att tänka på det "goda undantaget", Ikea och Kamprad. Så påbörjas deras alltmer entusiastiska kollektiva berättande om denna framgångssaga från barndom till världskoncern. 

### Produktionshistorik
Urpremiären på Das Wunder von Schweden, eine musikalische Möbelsaga ägde rum på Deutsches Schauspielhaus i Hamburg 10 juni 2009. Sverigepremiären skedde på Malmö stadsteaters Hipp 27 september 2010. För uppsättningarnas regi stod Erik Gedeon själv, huvudrollen spelades i båda av Andreas Grötzinger. Uppsättningen blev mycket framgångsrik och hade nypremiär i Malmö 2012 med en delvis ny ensemble. Sveriges Television gjorde en inspelning av nyproduktionen, som sändes 1 december 2012. Sedan har verket satts upp på andra svenska teatrar, såsom Länsteatern i Örebro 2011 och Borås stadsteater 2014, samt på Svenska Teatern i Helsingfors, Finland 2016.

## Medverkande i Malmö-uppsättningen
- Andreas Grötzinger / Anders Ekborg (2012)
- Frida Bergh
- Daniel Adolfsson / Sven Boräng (2012)
- Magnus Schmitz / Daniel Engman (2012)
- Mari Götesdotter
- Katarina Lundgren-Hugg
- Jan Vesala / Erik Gedeon (2012)

### Musiker
- Anders Ortman
- Sara Jefta / Inga Zeppezauer (2012)

- Regi: Erik Gideon
- Scenografi: Ulrich Frommhold